# Celesty
Celesty – zespół muzyczny z Finlandii grający melodyjny power metal.

## Dyskografia
| Reign of Elements                       | - Data: 2 grudnia 2002 - Wydawca: Spinefarm Records        | –  |
| Legacy of Hate                          | - Data: 10 maja 2004 - Wydawca: Arise Records              | –  |
| Mortal Mind Creation                    | - Data: 23 października 2006 - Wydawca: Dockyard 1 Records | –  |
| Vendetta                                | - Data: 18 marca 2009 - Wydawca: Spinefarm Records         | 30 |
| „–” oznacza, że album nie był notowany. |                                                            |    |